# 行橋警察署
行橋警察署（ゆくはしけいさつしょ）は、福岡県警察が管轄する警察署の一つで、北九州地区に属する。署長の階級は警視。

## 所在地
- 福岡県行橋市中央1丁目1番2号

## 管轄区域
- 行橋市および京都郡全域（苅田町空港南町は県道部分のみ）

## 沿革
- 1882年（明治15年）：行橋警察署が設置され、当時の京都郡と仲津郡を管轄
- 1886年（明治19年）：仲津郡を管轄する豊津警察署が独立
- 1896年（明治29年）：京都郡と仲津郡が合併し、1町22村の京都郡の誕生により行事警察署に一本化
- 1915年（大正4年）12月：行橋警察署を行橋警察署と改称
- 1948年（昭和23年）7月：警察法改正により、京都地区警察署、行橋町警察署、苅田町警察署の3署に分離
- 1954年（昭和29年）：警察法改正により福岡県行橋警察署に統合され、現在に至る
- 1966年（昭和41年）3月：庁舎を行橋3丁目12番1号に新築移転
- 2019年（平成31年）4月：庁舎を中央1丁目1番2号に新築移転

## 組織
- 総務課
- 会計課
- 生活安全課
- 刑事課
- 交通課
- 警備課
- 地域課

## 交番・駐在所
（　）の中は、読み方・所在地。

### 行橋市域
- 行橋駅前交番（ゆくはしえきまえ・行橋市西宮市2丁目1番39号）
- 新田原交番（しんでんばる・行橋市大字道場寺1397番11号）
- 椿市駐在所（つばきいち・行橋市大字長尾498番1号）
- 今元駐在所（いまもと・行橋市大字今井2092番6号）
- 稗田駐在所（ひえだ・行橋市大字下稗田947番1号）

### 苅田町域
- 苅田交番（かんだ・京都郡苅田町磯浜町2丁目5番14号）
- 白川駐在所（しらかわ・京都郡苅田町大字鋤崎488番5号）

### みやこ町域
- 犀川駐在所（さいがわ・京都郡みやこ町犀川本庄442番地）
- 城井駐在所（きい・京都郡みやこ町犀川木井馬場2291番1号）
- 諌山駐在所（いさやま・京都郡みやこ町勝山岩熊595番5号）
- 黒田駐在所（くろだ・京都郡みやこ町勝山黒田1464番5号）
- 久保駐在所（くぼ・京都郡みやこ町勝山大久保2169番3号）
- 豊津駐在所（とよつ・京都郡みやこ町豊津343番1号）
- 祓郷駐在所（はらいごう・京都郡みやこ町呰見1742番地）